# Hugo Abraham Wirth
Hugo Abraham Wirth (n. Ciudad de México; 1981) Dramaturgo, director de escena, guionista, fotógrafo, editor y periodista cultural.
Fundador y director de El manatí rosa, colectivo escénico, desde 2010. Ha realizado estudios en arte dramático y dramaturgia con reconocidas personalidades de las artes escénicas, como José Sanchis Sinisterra, Marco Antonio de la Parra, Antonio Álamo, Raúl Quintanilla y David Olguín, entre otros. Su obra ha sido premiada en cuatro ocasiones a nivel nacional en categoría abierta, además de ser publicada y reeditada varias veces. A nivel profesional, cuenta con numerosos estrenos en México, Alemania, España, Colombia e Italia. Ha participado en diversas muestras de dramaturgia nacionales y extranjeras. Fue director de Paso de gato. Ediciones y producciones escénicas. Ha sido becado por la Fundación para las Letras Mexicanas y por el Programa Jóvenes Creadores y miembro del Sistema Nacional de Creadores del Sistema de Apoyos a la Creación y Proyectos Culturales (SACPC) antes Fonca. También ha sido becado por el Goethe Institut para llevar a cabo una residencia en Alemania y fue seleccionado para participar en el seminario Panorama Sur en Buenos Aires, Argentina. Cursó el Diplomado Nacional de Estudios en Dramaturgia del INBA y fue relator de la misma en su segunda edición. Durante diez años fue docente de la materia de Composición Dramática y Teatro en la Escuela de Escritores de la Sociedad General de Escritores de México (SOGEM). Actualmente imparte talleres de dramaturgia, guion, actuación y dirección, además de cursos especializados en creación literaria para principiantes y avanzados. 

## Su generación
Hugo Abraham Wirth pertenece a una generación de escritores para la escena que comienza a estrenar a partir del año 2000. La crítica teatral especializada ha denominado a este grupo de autores como la “sexta generación” de dramaturgos mexicanos, en un conteo que parte de la obra de Rodolfo Usigli a nuestros días. En el campo de los estudios académicos, esta generación es posterior a la llamada “generación del desconcierto”, cuyos autores se dieran a conocer en la década de los noventa. Uno de los encuentros más importantes en torno al que se reúnen y surgen estos autores es la Muestra Nacional de la Joven Dramaturgia, fundada por los dramaturgos Luis Enrique Gutiérrez Ortiz Monasterio y Edgar Chías en la ciudad de Querétaro, en julio de 2003. En 2005, algunos de ellos se reúnen en torno al colectivo Dramaturgos Mexicanos y editan un CD ROM con algunas de sus obras. Entre las iniciativas de este mismo colectivo está la Muestra de Dramaturgia Contemporánea Mexicana que estos autores llevan a cabo en colaboración con la UNAM. Algunos de sus rasgos son: 
- La diversidad de propuestas dramatúrgicas a nivel temático y estructural, no solo entre las obras de cada uno de estos autores, sino en lo referente a la producción de un mismo autor.
- La ausencia de figuras tutelares. Estos escritores para la escena no se forman en los talleres de dramaturgia de los autores de generaciones precedentes.
- Su preocupación por establecer un vínculo directo con sus interlocutores, por la creación de públicos específicos.
- Su particular atención al tema de la violencia.

## Su obra
Uno de los rasgos que caracterizan a la obra de Hugo Abraham Wirth y la relacionan con el trabajo de los dramaturgos de su generación, es su particular atención al tema de la violencia. Esta violencia se manifiesta en todos los estratos de la sociedad mexicana, pero se agudiza en torno a los estratos sociales más bajos. En este Mondo Yonki la “locura” de los “personajes” de Wirth, sus actos más aberrantes y crueles, son simplemente el resultado de esa realidad dislocada. Por medio de una gran variedad estructural, un constante juego y experimentación en torno a la arquitectura dramática (Tangram) y el tipo de relación, de comunicación y de efecto que ésta establece con el público (en el momento de ser recibida y re-conocida), Wirth devela los mecanismos que llevan a la degradación y destrucción de esa sociedad. Las problemáticas sociales que su dramaturgia aborda se manifiestan de la manera más extrema, en su máxima crueldad: el machismo y el abuso de poder que este puede llegar a implicar, con el consentimiento y complicidad de la familia y la sociedad (Mondo Yonki); la violencia más exacerbada que conduce hasta la locura en un medio en el que todos los valores se han perdido, un universo delirante en el que los cuerpos de animales y recién nacidos son utilizados como bolsas para traficar la droga y, en este caso, también para abrirles los ojos a las clases sociales dominantes cuya fe radica en el egoísmo (La fe de los cerdos); los despojos de amor a los que reduce una violencia intrafamiliar que se ha vuelto totalmente cotidiana, incontenible (Despojos para un lunes); o bien, la locura generada por la necesidad de aceptación, la soledad que experimenta un hombre en un espacio “íntimo” dentro del cual el amor es confundido con la tortura psicológica y física del amado, y la entrega con la invasión de su privacidad, de su espacio (Intervenciones). El secuestro, la misoginia, los asesinatos en serie de mujeres son otras temáticas relacionadas con esta dramaturgia. En torno a la obra de Hugo Abraham Wirth (específicamente en relación con La fe de los cerdos) el investigador español José Luis García Barrientos ha señalado: “La parte más visible del misterio está en el exquisito tratamiento formal y en la sabia estructura que sirven de continente y contención a tanta brutalidad. Hay un equilibrio de la mejor ley entre realismo y absurdo, con un feroz sentido del humor siempre en el filo de la navaja; una acertada inversión del orden temporal y una dosificación de la intriga que roza lo magistral”.

## Publicaciones
- Mondoyonki, en Tercer Concurso Nacional de Dramaturgia “Teatro Nuevo”, México, IPN, 2003.
- La fe de los cerdos, en Premio Nacional Manuel Herrera Castañeda, Querétaro, CONECULTA, 2003.
- Los ositos y el misterio del culo, en Cinco balas en la ciudad de los palacios, México, Anónimo Drama, 2005.
- El día de la intolerancia y Constantina no estaba, en Muestra de Dramaturgia Contemporánea Mexicana, UNAM (Serie La Carpa), México, 2006.
- Madrugada a las cuatro, en Conformaciones. Primer Diplomado Nacional de Estudios en Dramaturgia, México, CONACULTA-INBA, 2006.
- La fe de los cerdos, José Luis García Barrientos (presentación), México, Paso de gato (Cuadernos de Dramaturgia mexicana), 2007.
- Despojos para un lunes, en Paso de gato. Revista mexicana de teatro, núm. 36, México, enero-marzo de 2009.
- El día de la intolerancia y Constantina no estaba, en Tramoya, núm. 98, México, marzo de 2009.
- Las obreras del pop, en Casa del tiempo, núm. 17, México, UAM, marzo de 2009.
- Guía para el instructor educativo, México, CONAFE, 2012.
- Tangram, México, El Milagro (Colección Teatro Emergente), 2013.
- Intervenciones, Alegría Martínez (presentación), México, Paso de gato (Cuadernos de Dramaturgia mexicana), 2013.
- Precisiones para entender aquella tarde, Colección Molinos de Viento (163) Universidad Autónoma Metropolitana, 2014. Como parte del Premio Nacional de Dramaturgia UAM-UdeG-Sec. De Cultura del D.F. 2013

## Puestas en escena
- Mondoyonki (2003), dir. Juan Ramón Góngora, Teatro Benito Juárez.
- Mondoyonki (2004), dir. Hugo Abraham Wirth Nava, Teatro Carlos Ancira, Casa de Cultura Ricardo Flores Magón.
- La fe de los cerdos (2004), dir. Uriel Bravo, Casa de la Cultura Ignacio Mena Rosales, Querétaro.
- Los ositos y el misterio del culo (2005), dir. Luis Ayhllón, La Capilla, y Sala Villaurrutia del Centro Cultural del Bosque.
- El día de la intolerancia y Constantina no estaba (2006), dir. César Manjarrez, Teatro de las Artes de Monterrey, Nuevo León, y Foro La Gruta del Centro Cultural Helénico.
- Virgencitas (2006), adaptación libre a la obra Rebecca Prichard, de Yard Gal), FONCA, dir. Enrique Singer, La Capilla.
- La fe de los cerdos (2006-2007), Festival de Teatro Universitario, UNAM, dir. Julio Escartín, Foro Sor Juana Inés de la Cruz, Teatro Arquitecto Carlos Lazo. Breve temporada en el Auditorio Che Guevara de la Facultad de Filosofía y Letras, UNAM.
- La de de los cerdos (2008), dir. Iván Flores, Museo de la Ciudad, Querétaro.
- La fe de los cerdos (2009), dir. Karen Palscencia, Teatro 8 de octubre,  Cancún, Quintana Roo.
- La fe de los cerdos (2009), dir. Víctor Salinas, Espacio Alternativo “El Cubo”, Mineral del Monte, Hidalgo.
- La fe de los cerdos (2010), dir. Jairo Antonio Charles, Sala Experimental del Teatro de la ciudad, Monterrey, Nuevo León.
- La fe de los cerdos (2010), dir. Iliana Anaís, Teatro La Carrilla, San Luis Potosí, SLP.
- La fe de los cerdos (2011), dir. Mosco Aguilar, Teatro Experimental Universidad de Guadalajara, Jalisco.
- Despojos para un lunes (2011), dir. Miguel Dávalos, Mesón de los Cómicos de la Legua, Universidad Autónoma de Querétaro, Querétaro.
- La fe de los cerdos (2012), dir. Óscar Fernández, Edificio Museo Unison.
- La fe de los cerdos (2012), dir. Luis Bizarro, distintos recintos, Chihuahua.
- Los ositos y el misterio del culo (2012), dir. Mario Iván Cervantes, Casa Inverso, Guadalajara.
- Tangram (2012), dir. Ernesto Álvarez, Foro La Morada de la UVA, Centro Cultural Universitario Tlatelolco.
- Intervenciones (2012-2013), El manatí rosa, colectivo escénico, dir. Hugo Wirth, departamento privado al sur del DF, Festival de la Joven Dramaturgia.
- Tangram (2013), dir. Ernesto Álvarez, Teatro Julio Castillo, Centro Cultural del Bosque.
- La fiducia dei porci (La fe de los cerdos) (2013), dir. Brunella Ardit, Anteprima: Teatro Pim Off, Milán; Prima nazionale: Fabricca della Experienzia, Milán.
- Precisiones para entender aquella tarde. (2014) dir. Xésar Tena. Teatro Sergio Magaña.
- Precisiones para entender aquella tarde. (2015) dir. Guillermo Heras. Teatros Luchana. Madrid, España.

## Lecturas dramatizadas en Muestras
- La fe de los cerdos (2004), dir. Francisco Garduño, en Ciclo de lecturas dramatizadas de autores jóvenes, CECULTAH, Pachuca, Hidalgo.
- El día de la intolerancia y Constantina no estaba (2005), dir. César Manjarrez, en Ciclo de lecturas dramatizadas. Obras finalistas del Concurso de Dramaturgia UAM Xochimilco, Teatro Casa de la Paz.
- El día de la intolerancia y Constantina no estaba (2005), dir. Ginés Cruz, en Tercera Muestra Nacional de la Joven Dramaturgia, Querétaro.
- El día de la intolerancia y Constantina no estaba (2005), dir. Iván Olivares, en Muestra de Dramaturgia Contemporánea Mexicana, Casa del Lago.
- La nena del abuelo (2006), dir. Damián Cordero, en Ciclo de lecturas dramatizadas: Nueva Dramaturgia // PVA.06, Coordinación de Difusión Cultural UNAM, Casa del Lago.
- Fisting (2006), dir. Solón Vargas, en Ciclo de lecturas dramatizadas: Ola Nueva, Centro Cultural Acapulco, Guerrero.
- Tangram (2009), dir. Ernesto Álvarez, en Ciclo de lecturas dramatizadas: Teatro emergente, Teatro El Milagro.
- Tangram (2010), dir. Ernesto Álvarez, en Muestra de Artes Escénicas, Teatro de la Ciudad, México, DF.
- Ciudad paranoia (2010). Intervención dramatúrgica en un espectáculo de Marco Vieyra, en Muestra Internacional de Teatro Alternativo (INBA), Estacionamiento del Centro Cultural del Bosque.
- Tangram (2011), dir. Jorge Luis Paz, en Semana Internacional de la Dramaturgia Contemporánea, Sala Experimental del Teatro de la Ciudad, Monterrey, Nuevo León.
- Fragmentos de desastres personales (2011), dir. Hugo Wirth, en Muestra de Artes escénicas, México, D.F

## Premios
- (2002) Primer lugar: Mondoyonki. Tercer Concurso Nacional de Dramaturgia “Teatro Nuevo”, Secretaría de Cultura de la Ciudad de México, SOGEM, IPN y UAM. Jurado: Norma A. Barroso, Jorge Celaya, Felipe Galván, Magali Sánchez, José J. Vázquez.
- (2003) Primer lugar: La fe de los cerdos, Concurso  Nacional de Dramaturgia “Manuel Herrera Castañeda”, Instituto Queretano de la Cultura y las Artes, Gobierno del Estado de Querétaro. Jurado: Jaime Chabaud, David Olguín y Ángel Norzagaray.
- (2009) Mención de honor: Fotograma, Concurso  Nacional de Dramaturgia “Manuel Herrera Castañeda”, Instituto Queretano de la Cultura y las Artes, Gobierno del Estado de Querétaro. Jurado: Ignacio Escárcega, Francisco Beverido y Luis Mario Moncada.
- (2013) Primer lugar: Precisiones para entender aquella tarde, Premio Nacional de Dramaturgia UAM-UdeG-SCGDF, Universidad Autónoma Metropolitana, Universidad de Guadalajara, Secretaría de Cultura del Gobierno del Distrito Federal. Jurado: Alfonso Cárcamo, Verónica Bujeiro y Fausto Ramírez.